# Qué placer verte otra vez
Qué placer verte otra vez es un doble CD y DVD grabado por el grupo musical de Argentina Ciro y los Persas, liderado por el exintegrante de Los Piojos, Andrés Ciro Martínez. El mismo muestra sus conciertos en el Estadio del Club Atlético Ferrocarril Oeste de Buenos Aires, los días 26 de abril y 18 de octubre de 2014 ante más de 30 000 personas en ambos conciertos (los cuales tuvieron una duración de cuatro horas). Los DVD cuentan con un total de 21 canciones cada uno, mientras que los CD con 16. El álbum fue disco de platino en Argentina. El primer concierto se muestra titulado como «Antes», mientras que el segundo se titula «Después».

## Lista de canciones (DVD)

### Antes
Todas las canciones escritas y compuestas por Andrés Ciro Martínez, excepto donde se indique:
1. «Banda de garage»
2. «Arco»
3. «Curtite»
4. «Quemado» (con fragmento de «No te pongas azul» de Sumo)
5. «Antes y después»
6. «Tan solo» (con fragmento de «Sympathy for the Devil» de The Rolling Stones) con Micky Rodríguez
7. «Ciudad animal»
8. «Caminando»
9. «Chucu - Chu»
10. «Blues de la ventana»
11. «Loving Cup» (Letra y música compuestas por Mick Jagger y Keith Richards)
12. «Servidor»
13. «Vas a bailar»
14. «Me gusta»
15. «Pistolas»
16. «Zapatos de gamuza azul»
17. «Genius»
18. «Pacífico»
19. «Astros» (Letra y música compuestas por Andrés Ciro Martínez y Carolina de la Presa)
20. «Noche de hoy»
21. «Himno Nacional Argentino»

### Después
Todas las canciones escritas y compuestas por Andrés Ciro Martínez, excepto donde se indique:
1. «Antes y después»
2. «Barón Rojo»
3. «Babilonia»
4. «Tal vez»
5. «Héroes de Malvinas»
6. «Los mocosos»
7. «Ciudad animal»
8. «Caminando»
9. «Como Alí»
10. «Insisto»
11. «Fantasma»
12. «Mírenla»
13. «Ruleta»
14. «You Gotta Move» (Letra y música compuesta por Fred McDowell)
15. «Astros» (Letra y música compuestas por Andrés Ciro Martínez y Carolina de la Presa)
16. «Canción de cuna»
17. «Tango del Diablo» (Letra y música compuesta por Andrés Ciro Martínez y Charly García)
18. «Cruel» (con fragmento de «T.V. Eye» de The Stooges)
19. «El farolito»
20. «Noche de hoy»
21. «Himno Nacional Argentino»

## Lista de canciones (CD)

### Antes
Todas las canciones escritas y compuestas por Andrés Ciro Martínez, excepto donde se indique:
1. «Banda de garage»
2. «Arco»
3. «Curtite»
4. «Antes y después»
5. «Tan solo» (con fragmento de «Sympathy for the Devil» de The Rolling Stones) con Micky Rodríguez
6. «Ciudad animal»
7. «Caminando»
8. «Chucu - Chu»
9. «Blues de la ventana»
10. «Loving Cup» (Letra y música compuestas por Mick Jagger y Keith Richards)
11. «Servidor»
12. «Vas a bailar»
13. «Pistolas»
14. «Zapatos de gamuza azul»
15. «Pacífico»
16. «Astros» (Letra y música compuestas por Andrés Ciro Martínez y Carolina de la Presa)

### Después
Todas las canciones escritas y compuestas por Andrés Ciro Martínez, excepto donde se indique:
1. «Antes y después»
2. «Barón Rojo»
3. «Los mocosos»
4. «Tal vez»
5. «Me gusta»
6. «Héroes de Malvinas»
7. «Ciudad animal»
8. «Ruleta»
9. «Mírenla»
10. «Canción de cuna»
11. «You Gotta Move» (Letra y música compuesta por Fred McDowell)
12. «Fantasma»
13. «Astros» (Letra y música compuestas por Andrés Ciro Martínez y Carolina de la Presa)
14. «Cruel» (con fragmento de «T.V. Eye» de The Stooges)
15. «Noche de hoy»
16. «Himno Nacional Argentino»

## Posicionamiento en listas
| Listas (2015)     | Mejor posición |
| ----------------- | -------------- |
| Argentina (CAPIF) | 1              |

## Premios y nominaciones
| Año                 | Categoría                   | Trabajo                   | Resultado |
| ------------------- | --------------------------- | ------------------------- | --------- |
| Premios Gardel 2016 | Mejor álbum artista de rock | Qué placer verte otra vez | Nominado  |
| Premios Gardel 2016 | Canción del año             | «Antes y después»         | Ganador   |

## Formación
Ciro y los Persas
- Andrés Ciro Martínez: Voz, guitarra y armónica.
- Joao Marcos Cezar Bastos: Bajo y coros.
- Juan Manuel Gigena Ábalos: Guitarra y coros.
- Rodrigo Pérez: Guitarra y coros.
- Julián Isod: Batería.
- Nicolás Raffetta: Teclados.

Invitados
- Micky Rodríguez: Bajo en «Tan solo» y «Pacífico», y segunda voz en «Tan solo»